# Phaea chemsaki
Phaea chemsaki es una especie de escarabajo longicornio del género Phaea, tribu Tetraopini, subfamilia Lamiinae. Fue descrita científicamente por Toledo, Martínez & Bezark en 2016.

## Descripción
Mide 9 milímetros de longitud.

## Distribución
Se distribuye por México.